# Списак највиших зграда у Босни и Херцеговини
Већина највиших зграда у Босни и Херцеговини налази се у Сарајеву. Тренутно највиша зграда јесте Аваз твист тауер, висок 142 m.

## Највише зграде
Списак највиших зграда у Босни и Херцеговини. У списку наведене су само зграде чија је изградња завршена.
| Ранг | Име                                                    | Локација  | Висина у метрима | Спратност | Година изградње | Напомене                                       |
| ---- | ------------------------------------------------------ | --------- | ---------------- | --------- | --------------- | ---------------------------------------------- |
| 1    | Аваз твист тауер                                       | Сарајево  | 142              | 38        | 2008.           | Највиша зграда у Босни и Херцеговини.          |
| 2    | Босмалов градски центар                                | Сарајево  | 118              | 35        | 2007.           | Највиша стамбена зграда у Босни и Херцеговини. |
| 3    | УНИС-ови торњеви                                       | Сарајево  | 90               | 25        | 1981.           |                                                |
| 4    | Зграда пријатељства између Грчке и Босне и Херцеговине | Сарајево  | 90               | 21        | 1982.           | Обновљена између 2005. и 2007. године.         |
| 5    | Административни центар Владе Републике Српске          | Бања Лука | 70               | 17        | 2007.           |                                                |
| 6    | Кумровец/Отока пословни центар                         | Сарајево  | 66               | 16        | 2010.           |                                                |
| 7    | Хотел Бристол                                          | Сарајево  | 66               | 16        | 2010.           |                                                |
| 8    | Зграда Интеграл                                        | Бања Лука | 66               |           | 2010.           |                                                |